# Lucia Figueroa
Lucia Figueroa (* 29. Oktober 1945 in Córdoba, Argentinien) ist eine argentinische Bildhauerin.

## Leben
Lucia Figueroa besuchte von 1965 bis 1969 die Escuela de Arte in ihrer Geburtsstadt Córdoba, wo sie sich 1970 ein Atelier einrichtete. Von 1975 bis 1980 studierte sie Bildhauerei an der Hochschule der Künste Berlin und wurde Meisterschülerin bei Lothar Fischer. Ab 1981 unterhielt sie ein Atelier in Osterhever auf der Nordsee-Halbinsel Eiderstedt. 1987/1988 hielt sie sich in Ghana auf und bekam 1991 ein Stipendium der Fundació Llorens Artigas, Barcelona, Spanien. Seit 1995 arbeitet sie in ihrem Atelier in Husum, Nordfriesland. 2004 erhielt sie einen Anerkennungspreis der Künstlerstiftung Dr. Karl-Heinz und Eva Hoyer, Schleswig, und war Artist in Residence im Campus Kultur an der Donau-Universität Krems in Österreich.

## Ausstellungen (Auswahl)
- 1992: Gardinger Mühle, Garding / Eiderstedt – Künstler der Westküste (Gruppenausstellung)
- 2009: Nordfriesischer Verein, Niebüll – Nordfriesland im Spiegel der Jahreszeiten (Gruppenausstellung)
- 2013: Kunsthaus Müllers, Rendsburg – Sommerausstellung – Künstler der Galerie  (Gruppenausstellung)
- 2014: Palais Rastede, Rastede – Lucia Figueroa und Rose Richter-Armgart – Gebrannter Ton und Malerei
- 2014: NordseeCongressCentrum, Husum – Westkunst I – Kunst aus Nordfriesland – heute (Gruppenausstellung)
- 2015: Stiftung Schleswig-Holsteinische Landesmuseen, Schloss Gottorf, Schleswig – Lucia Figueroa : Arbeiten von 2007 bis 2015, anlässlich der Verleihung des Kunstpreises der Schleswig-Holsteinischen Wirtschaft durch die Dr.-Dietrich-Schulz-Kunststiftung
- 2021: Robbe & Berking Yachting Heritage Centre, Flensburg – Kunst Schaffen, mit Friedel Anderson, Otto Beckmann, Falko Behrendt, Klaus Fußmann, Frauke Gloyer, Ingo Kühl, Hans-Ruprecht Leiß, Levke Leiß, Jörg Plickat, Nikolaus Störtenbecker, Wolfgang Werkmeister, Jan de Weryha und anderen[2]